# 붉은목도리여우원숭이
붉은목도리여우원숭이 (Varecia rubra)는 목도리여우원숭이속(Varecia) 원숭이 2종 중의 하나이다; 나머지 한 종은 흑백목도리여우원숭이 (Varecia variegata)이다. 다른 모든 여우원숭이들처럼, 마다가스카르 섬이 원산지로, 그 섬의 북동부에 있는 마조알라의 우림에서만 발견된다. 키는 53 cm, 꼬리는 60 cm 그리고 몸무게는 3.5~4 kg으로 마다가스카르에서 가장 큰 영장류의 하나이다. 털은 부드럽고 가늘며, 색깔은 붉고 검지만,
일부는 목 뒤에 희거나 핑크빛의 반점과 꼬리의 기저에 비슷한 색깔의 고리를 가지고 있는 것으로 알려져 있다.
목도리여우원숭이의 또 다른 종으로, 붉은목도리여우원숭이와 비슷한 흑백목도리여우원숭이가 있다. 이 두 종은 마다가스카르의 동부 해안을 따라 우림에서 살지만, 서로 어울리지는 않는다.

## 신체적 특징
붉은목도리여우원숭이의 몸무게는 3.5-4 kg이다. 키는 약 53 cm 이고, 꼬리는 60 cm 정도이다. 암컷이 수컷보다 약간 크다.
이들의 이름은 목도리와 몸의 색깔이 적갈색을 띠고 있기 때문에 제안된 것으로 보인다. 머리와 배, 꼬리, 발 그리고 다리 안쪽은 검은 색이다. 목 뒤에 흰 반점이 있으며, 또한 발 또는 입에 흰 무늬를 지니고 있는 것으로 보인다.

## 행동
붉은목도리여우원숭이는 매우 청결한 동물로, 자신과 각자 서로의 털을 손질하는 데 많은 시간을 쓴다. 특히, 이 습성을 위해 발달한 아래 앞니와 뒷발의 두 번째 발톱을 이용한다. 아래 앞니는 다른 이빨과 함께 앞으로 튀어나와 있으며, 약간 공간을 차지하고 있다. 이는 길고 부드러운 털을 손질하는 참빗으로 사용된다. 또한 발톱도 털을 손질하는 데 사용된다.
붉은목도리여우원숭이는 야생에서 15~20년을 산다. 사육 상태에서 25살까지 사는 것은 드물지 않고, 어떤 원숭이는 약 33살까지 살기도 한다. 주행성 동물로, 아침과 저녁에 주로 활동한다.

### 군집 생활
이 원원류는 일반적으로 2-16마리씩 작은 모계사회를 형성하지만, 32마리까지 무리를 짓는 것이 기록된 바 있다. 이들의 먹이는 주로 나무 열매와 꽃꿀 그리고 꽃가루 등으로 구성되어 있다. 과일을 구하기 힘들 때는, 잎이나 식물의 씨앗 등을 먹는 것으로 보인다.

### 번식과 생식
다른 모든 주행성 영장류와는 달리, 암컷은 숲 속의 10-20미터 상부에, 나뭇가지와 잎, 덩굴 그리고 털로 둥지를 만든다. 모든 여우원숭이처럼, 다수의 마다가스카르 포유류는 건기가 끝날 무렵(5월에서 7월)이 번식기가 정해져 있다. 이는 우기에 새끼가 태어나면, 먹이가 좀 더 풍부해지기 때문이다. 목도리여우원숭이는 또한 새끼들과 함께 있는 유일한 영장류로, 102일동안의 임신 기간 이후에 암컷은 최대 6마리, 일반적으로 두 세 마리의 새끼를 낳는다.
새끼들은 낳을 때부터 털이 있고 볼 수 있으나, 움직일 수는 없으며, 암컷은 새끼들이 태어난 지 7주가 지나면 새끼들을 둥지에 둔채 떠난다. 태어난 지 4개월이 지나면 젖을 뗀다. 새끼의 65%는 3개월을 넘지 못하며, 나무에서 떨어져 죽는 것으로 추산되고 있다.

### 먹이
붉은목도리여우원숭이는 주로 과일을 먹기는 하지만, 잎과 새싹을 먹는 것으로도 알려져 있다. 이들은 특히 무화과를 좋아한다.

### 신호
듀그 여우원숭이 센터는 약 12가지의 신호를 보고하고 있다. 붉은목도리여우원숭이와 흑백목도리여우원숭이는 마다가스카르의 다른 지역에 살고 있음에도 불구하고 서로의 신호를 안다. 냄새 표지도 중요한 신호 수단 중 하나이다.

## 보존 상태
IUCN 적색 목록은 붉은목도리여우원숭이를 멸종위기종으로 간주하고 있으며, 그 주된 위협은 서식지 감소와 밀렵 그리고 애완용 거래되기 때문이다. 1997년에 마조알라 국립공원이 만들어져, 이 종을 보호하는 데 도움이 되고 있지만, 많은 붉은목도리여우원숭이들이 공원 내에 살고 있지 않으며 아직도 멸종 위험이 매우 높다.
야생에서의 붉은목도리여우원숭이의 정확한 상태는 완전히 알려져 있지 않지만, 최근의 연구에 의하면, 야생에서 개체군이 감소하고 있어 멸종 위험에 처해 있는 것으로 보인다. 현재, 전 세계의 42개 동물원에 200마리 이상의 목도리여우원숭이가 있다.
이들 동물원들 중 몇 군데는 포획한 개체에 대해 번식을 시키거나 돌보는 일을 공동으로 하고 있다. 근친 교배되는 것을 막기 위하여, 동물원의 번식 프로그램에 야생에서 사로잡은 동물들을 받아들이고 있다.